# Middelfart Gymnastik & Boldklub
|  | For den professionelle fodboldafdeling, se Middelfart Boldklub. |
Middelfart Gymnastik & Boldklub er en dansk idrætsforening beliggende i byen Middelfart på det vestligste Fyn. Klubben består af to afdelinger - fodbold og gymnastik. De to afdelinger har hver deres regnskab og bestyrelse.
Middelfart Gymnastik & Idræts Klub blev stiftet den 25. maj 1900 og fusionerede kort efter 2. verdenskrigs afslutning med naboerne fra Middelfart Boldklub til det nuværende navn.
Christian Eriksen, Rasmus Falk og Katrine Veje er alle tidligere Middelfart-spillere.
| Målmænd        | Forsvarsspillere     | Midtbanespillere       | Angribere         |
| -------------- | -------------------- | ---------------------- | ----------------- |
| Patrick Born   | Mads Lier            | Nicolai Johansen       | Mads Rodriguez    |
| Mads Markfoged | Jonas B. Kristiansen | Esben Lauridsen        | Emil Backer       |
| Mads Piet Hein | Oliver Larsen        | Kristoffer Gjettermann | Kenneth Larsen    |
|                | Hamza Kizil          | Christian Bannis       | Casper Johansen   |
|                | Jacob Krüth          | Oluwafemi Ajilore      | Sandro Spasojevic |
|                | Malte Kastrup        | Mark Tubæk             | Pelle Weber       |